# IC 3271
IC 3271 — галактика типу Sc (компактна спіральна галактика) у сузір'ї Діва.
Цей об'єкт міститься в оригінальній редакції індексного каталогу.